# NS-Ordensburg Krössinsee

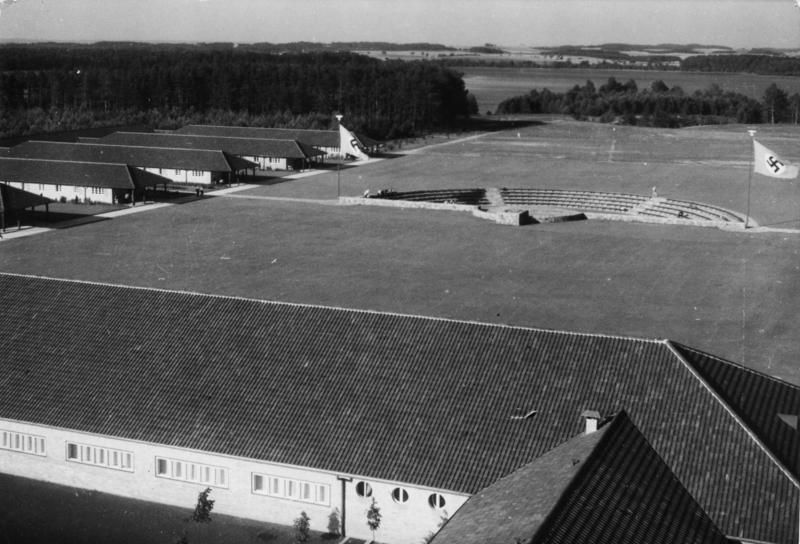
NS-Ordensburg Krössinsee.

NS-Ordensburg Krössinsee var en av Nationalsocialistiska tyska arbetarepartiets (NSDAP) ordensborgar, belägen i närheten av Falkenburg i Pommern. Den byggdes mellan 1934 och 1936 och användes för ideologisk skolning av NSDAP:s kadrar.
Efter andra världskriget har anläggningen nyttjats av Polens militär.